# Cordillera Azanaques
Die Cordillera Azanaques (auch: Cordillera de Azanaques) ist ein Teilabschnitt der Cordillera Central im Anden-Hochgebirge von Bolivien.
Die Cordillera Azanaques erstreckt sich über etwa 150 km in Nord-Süd-Richtung von 17° 40' bis 19° 25' südlicher Breite, von Oruro bis zum Poopó-See, und wird nach Westen hin durch den Río Desaguadero begrenzt. Ihre höchsten Gipfel sind Negro Pabellón (5400 m), El Toro (5180 m, teilweise wird auch eine Höhe von 5810 m angegeben) und Cerro Azanaques (5102 m). Im Süden schließt die Cordillera de los Frailes an.
Das Felsengebirge von Azanaques ist reich an Mineralien wie Zinn, Silber, Blei, Antimon, Zink und Bismut.